# 体節 (脊椎動物)
体節（たいせつ、英語：somite）は脊索動物全般に亘って胚発生時に現れる中胚葉性の分節構造だが、本項では特に脊椎動物の体節について述べる。
脊椎動物における体節（somite、（古）primitive segment）とは、胚発生において体幹に発生する、前後軸に分節した中胚葉性の構造物のことを指す。全ての系統に亘って存在し、多少動物によって差はあるものの、一般に皮節・筋節・硬節へと更に分かれたのち、真皮や骨格筋、骨格や体幹の脊髄神経など様々な要素に分化する。脊椎動物の体の形態を決定づける上で極めて重要な構造であると言える。

## 概略
脊椎動物の胚発生において、原腸陥入により外胚葉・内胚葉・中胚葉の三胚葉が分かれ、外胚葉上皮から神経管が形成されると、同時に神経管の腹側に前後軸に沿って伸びる中胚葉性の脊索が発生する。これら神経管・脊索といった正中を走る器官のすぐ両脇には中胚葉のブロックが分節的に生じ、これを体節（somite）と呼ぶ。体節は主に3つのコンパートメントに分化するとされ、それぞれが特異的な発生を行う。その3つは表皮側から脊索側へ順に、
- 皮節（dermatome）：背側の真皮が発生。
- 筋節（myotome）：多くの体幹筋、四肢筋が発生。
- 硬節（sclerotome）：脊椎骨・肋骨が発生。

である。
皮節と筋節を併せて皮筋節（dermomyotome）と呼ぶこともある。
他に、いくつかの動物では硬節の筋節側にsyndetomeと呼ばれる領域が二次的に分化し、骨格と筋を結ぶ腱を形成することが知られている。（ただし、これらのコンパートメント化は主に有羊膜類（特にマウスやニワトリ）で観察されたものであり、動物によってはこれらが明確に観察されない場合も多いようだ）こうした体節自体の発生のみならず、体幹における神経堤細胞の移動経路や脊髄神経の走行などを決定するのにも物理化学的に重要な役割を果たしている。

## 体節形成

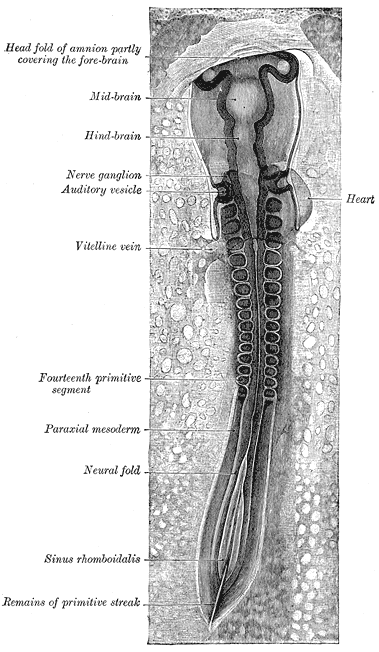
約33時間インキュベートしたニワトリ胚。

- 胚発生時に原腸陥入（gastruration）が起こると、外胚葉・内胚葉・中胚葉の三胚葉が分化する。
- 体幹の中胚葉のうち、正中（神経管の腹側）にあるものを脊索中胚葉（chordamesoderm）と呼び、これは脊索（notochord）へと発生する。こうした脊索中胚葉やその背側に位置する神経管（neural tube）の両側に、近接して発生するのが沿軸中胚葉（paraxial mesoderm）または体節中胚葉（somitic mesoderm）と称される中胚葉の塊である。
- 胚体後部の左右両側にある沿軸中胚葉は、増殖とともに前方へと伸長していく。
- 伸長した沿軸中胚葉は “clock and wave”mechanism （後述）により頭側から順に一定間隔でくびり切れて、中胚葉のブロックをつくる。これが体節である。
  - くびり切れる時間はニワトリでほぼ90分間隔。マウスではよりバラつきが見られるが約120分。ゼブラフィッシュで約30分。
  - どの動物でも左右一対の体節は同時に対称性を保って形成され、数が非対称になることはない。
- 体節は、体軸に沿って神経管の両側に分節状に並ぶようになる。
  - 最終的につくられる体節の数は、ニワトリで約50対、マウスで約65対。ある種のヘビでは500対以上にもなるという。

### “clock and wave”
体節形成の機構は古くから議論されてきたが、未だに明らかでない部分もたいへん多い。そのような中で重要視されるモデルが、1976年に提唱されたクロックアンドウェーブフロント（clock-and-wave front）モデルである。未分化な沿軸中胚葉に一定の周期を持った時計機構が存在し、それを停止させる機構（wavefront）が前方からやってくるために一定間隔で分節ポイントが生じるとしたものだったが、現在このモデルは分子レヴェルで説明されている。
- clock…Notchシグナル関連遺伝子群やhairyによる。
  - 未分化な沿軸中胚葉細胞は個々にNotchシグナルの活性振動を持っている。これはNotchが発現するとそれによりhairyやL-Fng（Lunatic Fringe）の転写が活性化されることに起因している。このときHairyは強力な転写抑制因子として働き、自らとL-Fngの転写をも抑制する。さらにL-FngはNotchの発現を抑制してネガティヴフィードバックをかけるため、結果としてNotchやその関連遺伝子の活性振動が生まれる。個々の細胞で生じるこの振動が互いに同調することで、ホールマウントでは見かけ上波のような発現として観察されるのである。

- wave…FGFシグナルによる。
  - FGFは尾芽領域から沿軸中胚葉にかけて広く発現しているが、体節の生じる領域では発現が減少している。体節形成が進み尾芽が伸長するに従って、沿軸中胚葉に対するFGF発現領域は一定の速度で後退するため、前述の“clock”の振動は一定時間で前から順にFGF発現領域から外れることになる。ここから外れた中胚葉ではnotchやhairyの発現振動が停止し、これらの発現領域のちょうど後方で分節が生じて体節が形成されることが確認されている。

## 体節の分化

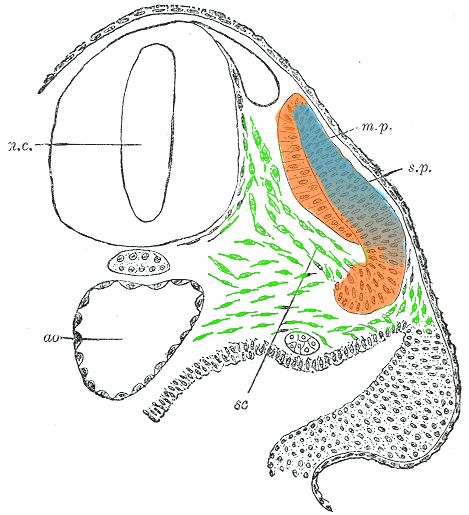
ヒト3週目の胚を、輪切りにした断面。体節の3つの区分けを色で示した。皮節：青、筋節：橙、硬節；緑

表皮や脊索などの周辺環境からのシグナルの誘導を受け、体節は大きく3つの領域に分化する。３つの領域とは、外側（表皮側）から順に、皮節・筋節・硬節である。

### 皮節
皮節（dermatome）は、体節の最も外側から分化する。主に体幹背側の真皮へと発生する。
- 神経管からのNT3や、神経管や表皮からのWnt（ウィント）などが、体節からの分化を誘導している。

### 筋節
筋節（myotome）は、主に体幹の骨格筋へと分化する。

### 硬節

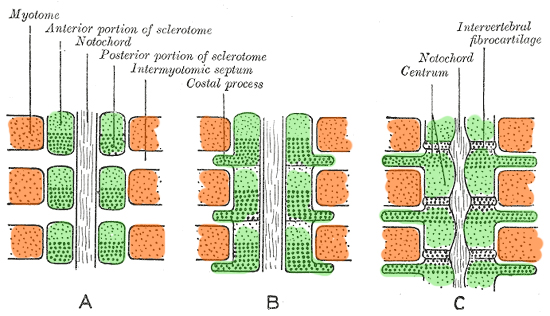
硬節から脊椎骨が発生する過程を模式的に示したもの。緑色が硬節。

硬節（sclerotome）は、体節の最も内側（脊索側…つまり中軸側）から分化する。主に椎骨や肋骨などの中軸骨格へと発生する。
- 主に、脊索や神経管底板からSHH（ソニック・ヘッジホッグ：Sonic hedgehog）が体節からの硬節の分化を誘導している。
- 一般に硬節は、脱上皮化して体節の塊から遊走し、脊索や神経管を両側から挟むように包み込んで、椎骨を形成する。
- 各体節の硬節は、二次的に前部と後部に再分節する。細胞が遊走するとともに、ある硬節の前部は、そのひとつ前の硬節の後部と合一し、1つの椎骨を形成する。つまり、最初の体節の分節と、発生した背骨の分節とは、半ブロック分ずれていることになる。